# Syrop owocowy
Syrop owocowy – mocno słodzony sok owocowy o zawartości ekstraktu ogólnego co najmniej 66%. Powstaje najczęściej poprzez gotowanie soku owocowego z cukrem spożywczym. Syropy owocowe zawierają stosunkowo dużo cukru, natomiast mało składników samego owocu.
Syropy tego rodzaju służą jako przyprawy do napojów i alkoholi, czy też dodatek do budyni, kaszek, ryżu itp.